# پائولا دیونیزوتی
پائولا دیونیزوتی (ایتالیایی: Paola Dionisotti؛ ‏ تلفظ ایتالیایی: [ˌpa:ola dioniˈzɔt:i]؛ زادهٔ ۱۹۴۶ میلادی) بازیگر اهل ایتالیا و انگلستان است.
از فیلم‌ها یا برنامه‌های تلویزیونی که وی در آن نقش داشته‌است، می‌توان به آدمکشان میدسامر، پوآرو، خانم مارپل، نزدیکی، فلورانس فاستر جنکینز، خانواده دراماند و بازی تاج‌وتخت اشاره کرد.